# Typ IMOIIMeMAX
Der Typ IMOIIMeMAX ist ein Tankerschiffstyp. Die Produkten- und Chemikalientanker werden von der Schweizer Reederei Proman Shipping bzw. von Proman Stena Bulk, ein Joint Venture der Reederei Proman Shipping und der schwedischen Tankerreederei Stena Bulk, betrieben.

## Geschichte
Der Schiffstyp basiert auf dem in den 2010er-Jahren für Stena Bulk gebauten Typ IMOIIMAX. Die Schiffe wurden auf der chinesischen Werft Guangzhou Shipyard International gebaut. Der Bau begann am 7. Januar 2021 mit dem ersten Stahlschnitt für das Typschiff. Insgesamt wurden sechs Schiffe des Typs gebaut.
Die Schiffe werden von der Reederei Proman Shipping bzw. von Proman Stena Bulk, ein Anfang Oktober 2019 gebildetes Joint Venture des zum Schweizer Methanolhersteller Proman gehörenden Unternehmen Proman Shipping und der schwedischen Tankerreederei Stena Bulk, betrieben und von Northern Marine Management bereedert.

## Beschreibung
Die Schiffe werden von einem Sechszylinder-Dual-Fuel-Dieselmotor des Typs MAN 6G50ME angetrieben, der über ein Untersetzungsgetriebe auf einen Propeller wirkt. Der Motor wird zunächst in erster Linie mit aus Erdgas hergestelltem Methanol betrieben, so dass rund 15 % weniger Kohlenstoffdioxid als bei der Nutzung von marinen Kraftstoffen, rund 60 % weniger Stickoxide sowie wenige bis keine Schwefeloxide bzw. Feinstaub entstehen. Später soll aus erneuerbaren Quellen produziertes Methanol verwendet werden. Die mit dem Antrieb gemachten Erfahrungen sollen auch zukünftigen Entwicklungen und der Entwicklung von Lösungen zur Umrüstung vorhandener Schiffsdieselmotoren auf kohlenstoffärmere Kraftstoffe zugutekommen.
Für die Stromerzeugung stehen ein vom Hauptmotor angetriebener Wellengenerator sowie drei von MAN-Dieselmotoren des Typs 6L23/30H angetriebene Generatoren zur Verfügung. Weiterhin wurde ein von einem Cummins-Dieselmotor angetriebener Notgenerator verbaut.
Die Schiffe verfügen über insgesamt 18 Ladungstanks mit einem Volumen von zusammen 54.000 m³. Im mittleren Bereich der Schiffe stehen für die Be- und Entladung auf beiden Seiten Manifolds zur Verfügung. Hier ist auch ein Kran für die Schlauchübernahme installiert.
Die Decksaufbauten befinden sich im hinteren Bereich der Schiffe. Hinter den Decksaufbauten befindet sich ein Freifallrettungsboot.

## Schiffe
| Typ IMOIIMeMAX    | Typ IMOIIMeMAX | Typ IMOIIMeMAX | Typ IMOIIMeMAX                                       |
| Bauname           | Baunummer      | IMO-Nummer     | Kiellegung Stapellauf Fertigstellung                 |
| ----------------- | -------------- | -------------- | ---------------------------------------------------- |
| Stena Pro Patria  | 19121023       | 9899727        | 28. Juni 2021 31. Oktober 2021 17. Juni 2022         |
| Stena Pro Marine  | 19121025       | 9899739        | 8. September 2021 2. Januar 2022 30. Juni 2022       |
| Stena Promise     | 19121026       | 9923748        | 5. Januar 2022 6. Mai 2022 31. Oktober 2022          |
| Stena Prosperous  | 19121027       | 9923750        | 17. Januar 2022 16. September 2022 15. Dezember 2022 |
| Stena Provident   | 20110041       | 9944637        | 8. Februar 2023 18. Juli 2023 23. November 2023      |
| Stena Progressive | 20110042       | 9944649        | 19. April 2023 17. September 2023 12. Januar 2024    |

Die Schiffe werden unter der Flagge Zyperns betrieben, Heimathafen ist Limassol.